# Liaoyuan
Liaoyuan (forenklet kinesisk: 辽源; traditionel kinesisk: 遼源; pinyin: Liáoyuán; Wade-Giles: Liáo-yüán) er en by på præfekturniveau i provinsen Jilin i det nordlige Kina. Præfekturet har et areal på 5.125 km2 heraf 429 km2 i byområdet, og en befolkning på 1.230.000 mennesker (2007).

## Administrative enheder
Bypræfekturet Liaoyuan har jurisdiktion over to distrikter (区 qū) og to amter (县 xiàn).
| Kort                                               | Kort     | Kort   | Kort          | Kort                   | Kort        | Kort      |
| -------------------------------------------------- | -------- | ------ | ------------- | ---------------------- | ----------- | --------- |
| Kort som viser Liaoyuans to bystrikter og to amter |          |        |               |                        |             |           |
| #                                                  | Navn     | Hanzi  | Pinyin        | Befolkning (2003 est.) | Areal (km²) | Indb./km² |
| Distrikter                                         |          |        |               |                        |             |           |
| 1                                                  | Longshan | 龙山区 | Lóngshān Qū   | 280.000                | 257         | 1.089     |
| 2                                                  | Xi'an    | 西安区 | Xī'ān Qū      | 170.000                | 172         | 988       |
| Fylker                                             |          |        |               |                        |             |           |
| 3                                                  | Dongfeng | 东丰县 | Dōngfēng Xiàn | 410.000                | 2.522       | 163       |
| 4                                                  | Dongliao | 东辽县 | Dōngliáo Xiàn | 390.000                | 2 174       | 179       |

## Trafik
Kinas rigsvej 303 løber fra Ji'an i Jilin til Xilinhot i Indre Mongoliet.
42°54′02″N 125°08′25″Ø / 42.90056°N 125.14028°Ø